# Mike van Duinen
 (juin 2021).
Mike van Duinen, né le 6 novembre 1991 à La Haye, est un footballeur néerlandais. Il évolue au poste d'attaquant.